# Uwe Wessel
Uwe Wessel (31 agosto 1960) è un bassista tedesco.
Ha militato nella band power metal dei Gamma Ray dal 1988 al 1992, partecipando attivamente alla stesura di alcuni brani diventati poi dei "classici".

## Discografia

### Gamma Ray
Album
- Heading for Tomorrow (1990)
- Sigh No More (1991)
- Heading for the East (2015) - (live)

Singoli and EPs
- Heaven Can Wait (1990)
- Who Do You Think You Are? (1990)